# العلاقات الجنوب سودانية الكولومبية
العلاقات الجنوب سودانية الكولومبية هي العلاقات الثنائية التي تجمع بين جنوب السودان وكولومبيا.

## مقارنة بين البلدين
هذه مقارنة عامة ومرجعية للدولتين:
| وجه المقارنة                                              | جنوب السودان                  | كولومبيا        |
| --------------------------------------------------------- | ----------------------------- | --------------- |
| المساحة (كم2)                                             | 619.75 ألف                    | 1.14 مليون      |
| عدد السكان (نسمة)                                         | 12.58 مليون                   | 49.07 مليون     |
| الكثافة السكانية (ن./كم²)                                 | 20.3                          | 43.04           |
| العاصمة                                                   | جوبا                          | بوغوتا          |
| اللغة الرسمية                                             | لغة إنجليزية                  | اللغة الإسبانية |
| العملة                                                    | جنيه جنوب سوداني، جنيه سوداني | بيزو كولومبي    |
| الناتج المحلي الإجمالي (بليون دولار)                      | 2.90 مليار                    | 309.19 مليار    |
| الناتج المحلي الإجمالي (تعادل القوة الشرائية) بليون دولار | 22.88 مليار                   | 724.96 مليار    |
| الناتج المحلي الإجمالي الاسمي للفرد دولار أمريكي          | 73                            | 7.60 ألف        |
| الناتج المحلي الإجمالي للفرد دولار أمريكي                 | 2.02 ألف                      | 13.36 ألف       |
| مؤشر التنمية البشرية                                      | 0.467                         | 0.720           |
| رمز المكالمات الدولي                                      | +211                          | +57             |
| رمز الإنترنت                                              | .ss                           | .co             |
| المنطقة الزمنية                                           | ت ع م+03:00                   | 00              |

## منظمات دولية مشتركة
يشترك البلدان في عضوية مجموعة من المنظمات الدولية، منها:
| علم المنظمة | اسم المنظمة                               | تاريخ انضمام جنوب السودان | تاريخ انضمام كولومبيا |
| ----------- | ----------------------------------------- | ------------------------- | --------------------- |
|             | مؤسسة التنمية الدولية                     | 18 أبريل 2012             | 16 يونيو 1961         |
|             | يونسكو                                    | 27 أكتوبر 2011            | 31 أكتوبر 1947        |
|             | وكالة ضمان الاستثمار متعدد الأطراف        | 18 أبريل 2012             | 30 نوفمبر 1995        |
|             | الأمم المتحدة                             | 14 يوليو 2011             | 5 نوفمبر 1945         |
|             | الاتحاد البريدي العالمي                   | ?                         | ?                     |
|             | البنك الدولي للإنشاء والتعمير             | 18 أبريل 2012             | 24 ديسمبر 1946        |
|             | الاتحاد الدولي للاتصالات                  | 3 أكتوبر 2011             | 25 أغسطس 1914         |
|             | مؤسسة التمويل الدولية                     | 18 أبريل 2012             | 20 يوليو 1956         |
|             | المركز الدولي لتسوية المنازعات الاستشارية | 18 مايو 2012              | 14 أغسطس 1997         |
|             | منظمة الشرطة الجنائية الدولية             | ?                         | ?                     |

## وصلات خارجية
- موقع وزارة الخارجية الجنوب سودانية